# Aulacocalyx divergens
Aulacocalyx divergens är en måreväxtart som först beskrevs av John Hutchinson och John McEwan Dalziel, och fick sitt nu gällande namn av Ronald William John Keay. Aulacocalyx divergens ingår i släktet Aulacocalyx och familjen måreväxter. Inga underarter finns listade i Catalogue of Life.